# Napoleonas Petrulis
Napoleonas Petrulis (russisch Наполеонас Пятрулис; * 14. Augustjul. / 27. August 1909greg.in Eikiniškis in der Rajongemeinde Rokiškis; † 24. März 1985 in Vilnius) war ein litauisch-russischer Bildhauer und Hochschullehrer.

## Leben
Petrulis studierte an der Kunstschule Kaunas mit Abschluss 1931. Ab 1935 beteiligte er sich an Ausstellungen und arbeitete  als Lehrer in Kaunas, Jurbarkas und Rokiškis.
1944 wurde Petrulis Dozent am Kunstinstitut Vilnius, das 1951 das Staatliche Kunstinstitut Vilnius der Litauischen SSR wurde. 1951 wurde er Mitglied der KPdSU. 1958 wurde er zum Professor ernannt.
Petrulis schuf Aquarelle, Zeichnungen, karikaturistische Skulpturen von Konstantinas Bogdanas und anderen Künstlerkollegen und viele Porträtskulpturen: die Dichterin Salomėja Nėris (1948), den Dichter Petras Cvirka (1957), den Kommunistenführer Pranas Eidukevičius (1959), den Lesenden Lenin (1961), den Politiker Mečislovas Gedvilas (1964), den Bildhauer Juozas Mikėnas (1965), den Literaturkritiker und Politiker Antanas Venclova (1967), Die Töchter (1984) und andere.
Für die wieder aufgebaute Grüne Brücke in Vilnius von der Altstadt nach Šnipiškės schuf Petrulis zusammen mit Bronius Vyšniauskas 1952 die Gruppe Bauwirtschaft und Industrie, die 2015 zusammen mit den anderen drei Skulpturen Auf Friedenswacht von Bronius Pundzius, Landwirtschaft von Bernardas Bučas und Petras Vaivada und Studierende Jugend von Juozas Mikėnas als Symbole der Sowjetherrschaft im Stile des Sozialistischen Realismus von der Brücke entfernt wurde.  Die Kleinplastik Ein Augenblick der Ruhe entstand 1957 und Mutter mit Kind 1965. Die Skulpturengruppe Lenin und der Rotarmist J. Bartaschjunas gestaltete er 1965. Seine Lenindenkmäler wurden in Kaunas 1970 und Druskininkai 1981 aufgestellt. Die vier Kommunisten (Rapolas Čarnas, Kazys Giedrys, Juozas Greifenbergeris, Karolis Požėla)  schuf er zusammen mit Bronius Vyšniauskas 1973 für Kaunas und stehen jetzt im dortigen Grūtas-Park. Grabdenkmäler schuf er für Antanas Sniečkus (1975) und viele andere.

## Ehrungen
- Verdienter Künstler (1959)
- Volkskünstler der Litauischen SSR (1965)
- Staatspreis der Litauischen SSR (1971)